# Communauté de communes du Garnaguès et de la Piège
La Communauté de communes du Garnaguès et de la Piège était une communauté de communes française, située dans le département de l'Aude et la région Languedoc-Roussillon. Elle a été dissoute le 1er janvier 2013 à la suite de la mise en application de la réforme des collectivités territoriales et des décisions du  conseil départemental de coopération intercommunale de l’Aude.

## Composition
Avant sa dissolution, elle regroupait 9 communes:
| - Belpech - Molandier - Plaigne - Lafage - Pech-Luna | - Villautou - Saint-Sernin - Cahuzac - Pécharic-et-le-Py |  |

## Historique
Elle fut présidée par le maire  de Belpech, Julien Mario (1941-2022).